# Soconusco, Veracruz
Soconusco är en kommunhuvudort i Mexiko.   Den ligger i kommunen Soconusco och delstaten Veracruz, i den sydöstra delen av landet, 500 km öster om huvudstaden Mexico City. Soconusco ligger 78 meter över havet och antalet invånare är 5 082.
Terrängen runt Soconusco är platt. Runt Soconusco är det ganska tätbefolkat, med 54 invånare per kvadratkilometer. Närmaste större samhälle är Acayucan, 3,8 km väster om Soconusco. Omgivningarna runt Soconusco är en mosaik av jordbruksmark och naturlig växtlighet.